# Rolla (Missouri)
Rolla ist eine City im US-Bundesstaat Missouri und Verwaltungssitz (County Seat) des Phelps County. Rolla hatte bei der Volkszählung 2020 des US Census Bureaus 19.943 Einwohner und liegt am Fuße der Ozarks.
Die Stadt ist Standort der Missouri University of Science and Technology (bis 2008 University of Missouri–Rolla), einem von insgesamt vier im Bundesstaat verteilten Campus des University of Missouri System mit einer Spezialisierung auf Bergbau.
In Rolla befindet sich eine Produktionsstätte des Tiernahrungsunternehmens Royal Canin.

## Städtepartnerschaft
Seit 1998 pflegt Rolla eine Partnerschaft mit der thüringischen Stadt Sondershausen. 

## Söhne und Töchter der Stadt
- Claire McCaskill (* 1953), Politikerin und US-Senatorin
- John Lott (* 1959), Mathematiker und Hochschullehrer
- Shannon Miller (* 1977), Kunstturnerin

## Einzelnachweise

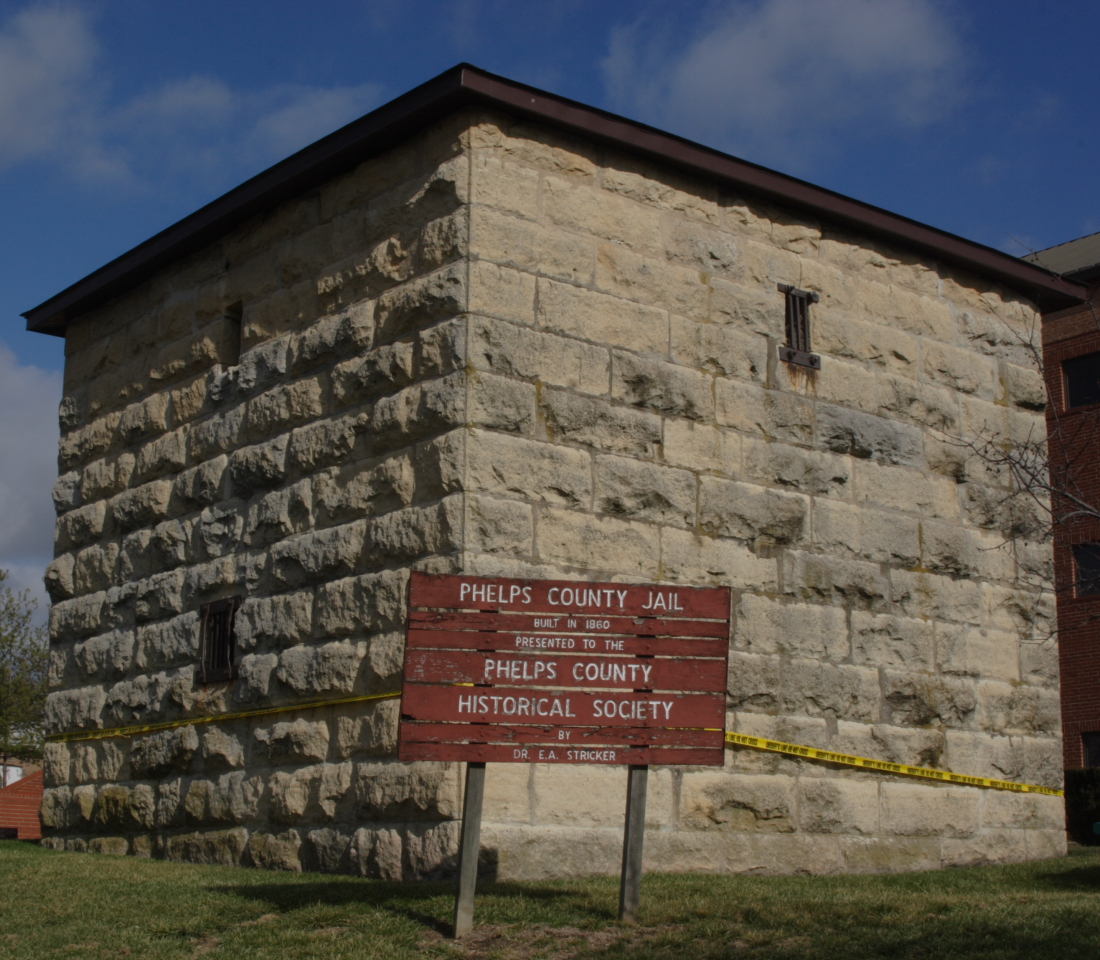
Das historische Gefängnis des Phelps County in Rolla